# Кукшум (Чувашия)
Кукшу́м (чув. Ҫӑлкас Кӑкшӑм) — село в Вурнарском районе Чувашской Республики.  Входит в состав Алгазинского сельского поселения.

## География
Находится в центральной части Чувашии, на расстоянии приблизительно 11 км на север-северо-запад по прямой от районного центра поселка Вурнары.

## История
Известно с 1795 года как выселок деревни Новая (ныне Синьялы Вурнарского района) с 19 дворами. В XIX веке состояла из двух околотков: Байглычева и Третья Иккова. В 1858 году было учтено 436 жителей, в 1897 – 480 жителей, в 1926 – 127 дворов, 559 жителей, в 1939 – 606 жителей, в 1979 – 491. В 2002 году было 126 дворов, в 2010 – 102 домохозяйства. В 1930 году был образован колхоз «Знамя Труда», в 2010 действовало ООО «Агрофирма «Родник». Действовала Николаевская церковь (1899–1932).

## Население
Постоянное население составляло 390 человек (чуваши 99%) в 2002 году, 300 в 2010.